# Todd Lodwick
Todd Lodwick, född 21 november 1976 i Steamboat Springs, Colorado,, USA, är en amerikansk utövare av nordisk kombination. Han blev världsmästare 2009 på 10 kilometer masstart i Liberec i Tjeckien.

### Fotnoter
1. ↑  Christian Vuojärvi (22 februari 2009). ”Koivuranta utanför pallen”. Yle-sporten. https://svenska.yle.fi/artikel/2009/02/22/koivuranta-utanfor-pallen. Läst 16 september 2017.